# One Eye to Morocco
One Eye to Morocco je sólové studiové album anglického zpěváka Iana Gillana. Vydáno bylo 6. března 2009 společností Edel AG a jeho producentem byl Nick Blagona. Písně vznikly během přestávky světového turné kapely Deep Purple v roce 2008.

## Seznam skladeb
1. One Eye to Morocco – 4:05
2. No Lotion for That – 3:11
3. Don't Stop – 2:35
4. Change My Ways – 3:26
5. Girl Goes to Show – 3:59
6. Better Days – 4:07
7. Deal with It – 3:44
8. Ultimate Groov – 3:48
9. The Sky Is Falling Down – 4:09
10. Texas State of Mind – 3:49
11. It Would Be Nice – 3:10
12. Always the Traveller – 3:17

## Obsazení
- Ian Gillan – zpěv, harmonika
- Michael Lee Jackson – kytara
- Rodney Appleby – baskytara
- Howard Wilson – bicí
- Steve Morris – kytara
- Joe Mennonna – saxofon
- Lance Anderson – Hammondovy varhany
- Jesse O'Brien – klávesy
- Brownman Ali – křídlovka
- Jaro Jarosil – violoncello
- The Gillanaires – doprovodné vokály